# Pietro und Girolamo Ballerini
Pietro Ballerini (* 7. September 1698 in Verona; † 28. März 1769 ebenda) und sein Bruder Girolamo (* 29. Januar 1701 in Verona; † 23. April 1781 ebenda) waren Historiker, Theologen und Kanonisten, die umfangreiche Ausgaben von Quellen zur Geschichte der lateinischen Kirche und des Kirchenrechts vorlegten. Ihre wichtigsten Arbeiten verfassten sie gemeinsam und publizierten sie unter beider Namen.

## Leben und Karriere
Der Vater von Pietro und Girolamo Ballerini war ein Veroneser Chirurg. Beide studierten am örtlichen Jesuitenkolleg. Girolamo wurde zum Priester geweiht und leitete in seiner Heimatstadt eine Schule. Pietro wurde 1748 von der Republik Venedig damit beauftragt, die Stadt in einem Streit mit dem  Patriarchat von Aquileia an der römischen Kurie zu vertreten. Im gleichen Jahr wurde er von Benedikt XIV. beauftragt, die Briefe Leos des Großen herauszugeben, als Gegenpublikation zu der von Pasquier Quesnel erarbeiteten Ausgabe. Pietro beriet den Papst in kirchenrechtlichen und historischen Fragen.

## Werke und Nachwirkung
Die Gebrüder Ballerini schrieben zahlreiche eigene Werke und brachten zudem zahlreiche spätantike, mittelalterliche und neuzeitliche Quellen zur Kirchengeschichte heraus.
Girolamo veröffentlichte 1729–41 die gesammelten Werke des gelehrten Kardinals Enrico Noris (1631–1704) in fünf Bänden. Pietro verfasste ein Werk über Augustinus und gab unter anderem die Summa theologica des Antonius von Florenz und die kanonistische Summa des Raimund de Penyafort heraus. Im Jahr 1747 veröffentlichte er einen Traktat De iure divino et naturali circa usurani libri sex („Sechs Bücher über das göttliche und natürliche Recht in bezug auf die Wucherer“), der laut Vorwort insbesondere gegen den Calvinismus gerichtet war. Später schrieb er zwei Arbeiten zur Rechtfertigung des päpstlichen Anspruchs auf den Primat. Seine Polemik richtete sich hier speziell gegen „Febronius“.
Gemeinsam publizierten die beiden Brüder 1753–57 nach langen Vorarbeiten eine Ausgabe der Briefe Leos des Großen in drei Bänden, die bis heute nicht durch eine bessere ersetzt worden ist. Der dritte Band enthält einen überarbeiteten Nachdruck von Quesnels Ausgabe der Collectio Quesnelliana, der ebenfalls bis heute verwendet wird. Außerdem enthält der gleiche Band eine umfangreiche Studie (bekannt als Disquisitiones) zu den Kanones-Sammlungen des 5. bis 12. Jahrhundert, die in der Forschung teilweise bis heute zitiert wird. Johann Friedrich von Schulte urteilte über die Arbeit der Ballierini, dass diese für die ersten Jahrhunderte von so hoher Qualität gewesen sei, dass den folgenden Autoren bis einschließlich Friedrich Maassen (und dessen Geschichte der Quellen des Kirchenrechts von 1870) nur die Aufgabe einer „Nachlese“ übrig geblieben sei.

## Dogmatische und politische Tendenzen
Die Traktate, Quellenpublikationen und teils polemischen Kommentare der Ballerini-Brüder waren gegen den Protestantismus, vor allem aber gegen Jansenismus und Gallikanismus gerichtet. In ihren Disquisitiones führten die beiden Brüder insbesondere gegen Quesnel den Nachweis, dass die heute als Quesnelliana bekannte Sammlung kein offizöses Rechtsbuch der römischen Kirche gewesen sei, sondern vielmehr in Gallien und zwar als „Privatarbeit“ entstanden und ohne „jede öffentliche Autorität“ sei (PL 56, 148). Allgemein betonten sie, dass nur dank Hadrian I. mit der Collectio Dionysio-Hadriana in Gallien eine von Rom autorisierte Kanones-Sammlung verbreitet worden sei, und werteten ältere gallische Sammlungen deutlich ab (PL 56, 1125–26). Eine ähnliche Tendenz findet sich auch in den Arbeiten Pietros zum päpstlichen Primat.
Hinsichtlich der Pseudoisidorischen Fälschungen argumentierten die Ballerini-Brüder nicht (wie andere katholische Autoren der Zeit), dass diese echt seien, sondern fügten den Argumenten der Magdeburger Centurien, David Blondels und anderer Protestanten vielmehr noch weitere Argumente hinzu, dass es sich um Fälschungen handelte (PL 56, 240–242). Zugleich suchten sie den Nachweis zu führen, dass die Fälschung nicht in Rom (sondern nördlich der Alpen, vielleicht in Mainz: PL 56, 249–251) und nicht zugunsten des Papsttums angefertigt worden sei, sondern zugunsten des Episkopats. Auch die moderne Forschung nimmt einen nordalpinen Ursprung der Fälschungen an und betont die pro-episopale Tendenz derselben. Ferner argumentierten die Ballerini (erkennbar apologetisch), dass sich der römische Primat keineswegs auf die Fälschungen stütze, wenngleich viele von Pseudoisidor gefälschte Dekretalen Teil des damals geltenden Kirchenrechts waren. Pseudoisidor habe in vielen Punkten nichts Neues gesagt, was auch den fehlenden Protest gegen die Fälschungen erkläre (PL 56, 246–248).

## Werke und Editionen der Ballerini
- Pietro Ballerini, Girolamo Ballerini (Hrsg.): Sancti Leonis Magni Romani pontificis opera, 3 Bde., Venedig 1753–57; Nachdruck in PL 54–56, hg. von Jacques-Paul Migne, Paris 1846 u.ö.
  - Pietro Ballerini, Girolamo Ballerini: Sancti Leonis Magni Romani Pontificis Opera [...] Tomus primus. Venedig 1753 (digitale-sammlungen.de [abgerufen am 11. Juli 2022]).  (Digitalisat von PL 54)
  - Pietro Ballerini, Girolamo Ballerini: Sancti Leonis Magni Romani Pontificis Opera [...] Tomus secundus. Venedig 1756 (digitale-sammlungen.de [abgerufen am 11. Juli 2022]). (Digitalisat von PL 55)
  - Pietro Ballerini, Girolamo Ballerini: Appendix ad Sancti Leonis Magni opera [...] Tomus tertius. Venedig 1757 (archive.org [abgerufen am 10. Juli 2022]). (Digitalisat von PL 56)
    - Darin: Pietro Ballerini, Girolamo Ballerini: De antiquis tum editis tum ineditis collectionibus et collectoribus canonum ad Gratianum usque tractatus in quatuor partes distributus. In: iidem (Hrsg.): Sancti Leonis Magni Romani pontificis opera [...] Tomus tertius. Venedig 1757, Sp. i–cccxx (archive.org [abgerufen am 10. Juli 2022]). Nachdruck unter dem Titel Balleriniorum disquisitiones de antiquis collectionibus et collectoribus canonum in PL 56, hg. von Jacques-Paul Migne, Sp. 11–354 (Digitalisat [abgerufen am 10. Juli 2022]). (= Die meist als Disquisitiones oder einfach nur „Ballerini“ zitierte Analyse der vorgratianischen Sammlungen.)
- Pietro Ballerini, De vi ac ratione primatus romanorum pontificum, Verona 1766
- Pietro Ballerini, De potestate ecclesiastica summorum pontificum [...], Verona 1768